# إليا يوسيفوفيتش فارشافسكي
إيليا يوسيفوڤيتش ڤارشاڤسكي (بالروسية: Илья Иосифович Варшавский؛ * 14 [بالتقويم القديم: 1908
] 12 في كييف؛ † 4 يوليو 1974 في لينينجراد) كان كاتبًا روسيًا ومؤلفًا للخيال العلمي في الاتحاد السوفيتي.

## الحياة
بعد محاولته أن يصبح ممثلُا، التحق بالمدرسة البحرية في لينينجراد وخدم في البحرية التجارية. ومن عام 1941 إلى عام 1949 أُجلي إلى ألتاي بسبب الحرب. وبعد عودته إلى لينينجراد عمل مرة أخرى كمهندس تطوير في مصنع محركات الديزل وفي معاهد الأبحاث ومكاتب التصميم. ونتيجة لرهان مع ابنه بدأ في كتابة ونشر قصته الأولى روبي في سن 52. وفازت قصته الثانية Index J-81 بجائزة من مجلة تيكنيكا - مالاديوشي. وبصفته رئيسًا لندوة لينينجراد لكتاب الخيال العلمي الشباب، كان سلف بوريس ستروجاتسكي حتى عام 1972. وقد حظي عمله النحيل - خمسة مجلدات فقط من القصص القصيرة - بإشادة واسعة النطاق وتُرجمت العديد من قصصه وإدراجها في مختارات.

## أعمال منشورة
المجموعات
- Молекулярное кафе (1964, „مقهى الجزيئات“)
- Человек, который видел антимир (1965, „الإنسان الذي رأى العالم المضاد“)
- Солнце заходит в Дономаге (1966, „الشمس تنزل في دوناماج“)
- Лавка сновидений (1970, „المحل الحلم“)
- Тревожных симптомов нет (1972, „لا أعراض مقلقة“)